# Mount Keen
Mount Keen är ett berg i Storbritannien.   Det ligger i kommunen Angus och riksdelen Skottland, i den norra delen av landet, 600 km norr om huvudstaden London. Toppen på Mount Keen är 753 meter över havet, eller 57 meter över den omgivande terrängen. Bredden vid basen är 1,4 km.
Terrängen runt Mount Keen är huvudsakligen kuperad. Runt Mount Keen är det glesbefolkat, med 8 invånare per kvadratkilometer. Närmaste större samhälle är Aboyne, 13,6 km nordost om Mount Keen. I omgivningarna runt Mount Keen växer i huvudsak blandskog.